# Ялен Покорн
Ялен Покорн (словен. Jalen Pokorn; нар. 7 червня 1979, Крань, Югославія) — югославський та словенський футболіст, захисник.

## Клубна кар'єра
Свою футбольну кар'єру розпочав 1998 року в клубі зі свого рідного міста «Триглав», за який відіграв один сезон. 1999 року перейшов до «Олімпії» з Любляни, за яку виступав протягом п'яти сезонів і двічі вигравав Кубок Словенії — у 2000 та 2003 роках. У 2004 році перебрався до Ізраїлю до «Хапоеля» з Нацрат-Ілліта. Відігравши один сезон за ізраїльський клуб перейшов у грозненський «Терек» за 250 тисяч євро. У «Тереці» словенець провів два сезони й зіграв 25 матчів. У 2007 році перейшов до литовського «Атлантаса», за який відіграв один сезон і повернувся до Словенії в «Домжале». За «Домжале» провів 15 матчів і став чемпіоном Словенії 2008 року. Того ж року перейшов до «Цельє», за який відіграв один сезон. 15 липня 2009 року повернувся до «Олімпії». У липні 2010 року вільним агентом перейшов до «Триглава», де розпочинав свою кар'єру.

## Кар'єра в збірній
У національній збірній Словенії дебютував 18 серпня 2004 року в товариському матчі зі збірною Сербії та Чорногорії. Усього за національну команду провів 12 матчів.
| Матчи и голы Покорна за сборную Словении | Матчи и голы Покорна за сборную Словении | Матчи и голы Покорна за сборную Словении | Матчи и голы Покорна за сборную Словении | Матчи и голы Покорна за сборную Словении | Матчи и голы Покорна за сборную Словении |
| №                                        | Дата                                     | Суперник                                 | Рахунок                                  | Голи Покорна                             | Змагання                                 |
| ---------------------------------------- | ---------------------------------------- | ---------------------------------------- | ---------------------------------------- | ---------------------------------------- | ---------------------------------------- |
| 1                                        | 18 серпня 2004                           | Сербія та Чорногорія                     | 1:1                                      | -                                        | Товариський матч                         |
| 2                                        | 4 вересня 2004                           | Молдова                                  | 3:0                                      | −                                        | кваліфікація чемпіонату світу 2006       |
| 3                                        | 8 вересня 2004                           | Шотландія                                | 0:0                                      | −                                        | кваліфікація чемпіонату світу 2006       |
| 4                                        | 9 жовтня 2004                            | Італія                                   | 1:0                                      | −                                        | кваліфікація чемпіонату світу 2006       |
| 5                                        | 13 жовтня 2004                           | Норвегія                                 | 0:3                                      | −                                        | кваліфікація чемпіонату світу 2006       |
| 6                                        | 17 жовтня 2008                           | Словаччина                               | 0:0                                      | −                                        | Товариський матч                         |
| 7                                        | 9 лютого 2005                            | Чехія                                    | 0:3                                      | -                                        | Товариський матч                         |
| 8                                        | 26 березня 2005                          | Німеччина                                | 0:1                                      | −                                        | Товариський матч                         |
| 9                                        | 30 березня 2005                          | Бельгія                                  | 1:1                                      | −                                        | кваліфікація чемпіонату світу 2006       |
| 10                                       | 4 червня 2005                            | Білорусь                                 | 1:1                                      | −                                        | кваліфікація чемпіонату світу 2006       |
| 11                                       | 17 серпня 2005                           | Уельс                                    | 0:0                                      | -                                        | Товариський матч                         |
| 12                                       | 8 жовтня 2005                            | Італія                                   | 0:1                                      | -                                        | кваліфікація чемпіонату світу 2006       |

Загалом: 12 матчів / 0 голів; 2 перемоги, 6 нічиїх, 4 поразки.

## Досягнення
«Олімпія»
- Кубок Словенії
  -  Володар (2): 2000, 2003

«Домжале»
- Перша футбольна ліга Словенії
  -  Чемпіон (1): 2007/08